# Индия Хулиана
Хулиана (произношение: [xu 'lja na]), более известная как Индия Хулиана (исп. India Juliana — «Индианка Хулиана») — христианское имя крещённой женщины гуарани, жившей в недавно основанном Асунсьоне в раннеколониальном Парагвае XVI века. Известна тем, что между 1539 и 1542 годами убила испанского колониста и впоследствии стала символом сопротивления.

## История Хулианы: бунт против мужа и казнь
Она была одной из многих порабощённых женщин из числа коренного населения, которых испанцы похитили или получили в качестве дани от касиков, заставив работать на них и рожать им детей. Поскольку этот регион оказался не столь богат минеральными ресурсами, как они ожидали, колонисты накопляли богатство за счёт принудительного труда местных жителей, включавшего также сексуальную эксплуатацию женщин детородного возраста.
История Индианки Хулианы взята из отчётов 1545 года аделантадо Альвара Нуньеса Кабеса де Вака, который недолго правил этой территорией в 1542—1544 годах, а также из рассказов его писца Перо Эрнандеса. Согласно этим источникам, Индия Хулиана отравила травами испанского поселенца по имени Нуньо де Кабрера — то ли её мужа, то ли её хозяина — и была освобождена, несмотря на то, что призналась в преступлении. Сообщается, что по прибытии в Асунсьон Кабеса де Вака узнал о её деле и приказал казнить её путем четвертования в качестве наказания остальным женщинам из коренного населения. По его словам, основатель Асунсьона Доминго Мартинес де Ирала пытался ходатайствовать за неё по просьбе своего друга Санчо де Салинаса, влюбленного в Хулиану двоюродного брата убитого ей Кабреры, однако Кабеса де Вака лишь отчитал их и осуществил жестокую казнь девушки.
Отчёт Кабеса де Вака об Индии Хулиане имел целью разоблачить «хаос», к которому, по его мнению, привела политика Иралы в колонии, особенно беспорядочные связи испанцев с женщинами из числа коренного населения, и осудить такое поведение, продемонстрировав свое «моральное превосходство и цивилизаторские способности». Написав, что Индия Хулиана упрекала других женщин, что она единственной нашла силы осмелиться убить своего хозяина, Кабеса де Вака подразумевал, что этим она призывала их следовать их примеру. В этом смысле исследовательница Сильвия Тиффемберг считала, что её месть «одновременно преодолевала этнические и гендерные барьеры».

## Позднейшие интерпретации
Индия Хулиана считается одной из самых знаковых фигур в женской истории Парагвая, а подстрекательство ею других женщин к убийству своих хозяев — одним из самых ранних зарегистрированных восстаний коренных жителей той эпохи . Появилось множество версий её истории с различным идеологическим подтекстом. Хотя суть сюжета обычно одинакова, рассказы могут различаться в деталях, таких как даты, способ убийства Кабреры и метод казни.
Аргентинский историк Энрике де Гандия воспроизвёл отчёт Кабеса де Вака в своей книге 1932 года «Индейцы и конкистадоры в Парагвае», которую, в свою очередь, процитировал парагвайский историк Карлос Пасторе в «Борьбе за землю в Парагвае» (1972).
Существуют трактовки Хулианы как сотрудничавшей с колонизаторами строительницы единой парагвайской нации, однако большинство находят её мятежной фигурой, символом сопротивления коренных народов колонизации. Некоторые националистические нарративы — как правые, так и левые — подчёркивают «воинственный характер» Хулианы, которая «в стиле „героев родины“ владеет мечом или кинжалом, чтобы убить испанского врага и защищать достоинство парагвайской нации» (а не народа гуарани).
Основываясь на том факте, что она призывала других женщин из числа коренных народов также убивать своих хозяев, Индию Хулиану часто считают воином гуарани, которая возглавила восстание против испанского владычества. Некоторые из этих интерпретаций описывают Индию Хулиану как дочь касика, переданную испанцам в рамках первоначальных договоров между туземцами и завоевателями. В своей книге 1963 года «Историческое формирование парагвайской нации» («Formación histórica de la Nación Paraguaya») парагвайско-аргентинский учёный-марксист Оскар Крейдт упоминает «восстание служанок под предводительством Индии Хулианы, которая умерла как героиня». Парагвайская исследовательница истории женщин Идалия Флорес де Сарса также описала Индию Хулиану в первом томе своей работы 1987 года «Парагвайская женщина: Протагонистка истории, 1537—1870», хотя и утверждала там, что та была казнена через повешение.
Большинство современных историков обычно опираются на эти библиографические источники, в том числе аргентинцы Лорелей Эль Хабер и Фелипе Пинья (в книге которого 2012 года «Mujeres que tenían que ser» утверждается, что она отрубила голову Кабрере на Чистый четверг 1539 года, и её примеру последовали другие, а потом всех их подвергли пыткам и повесили) . Версия же историка Роберто А. Ромеро, подробно изложенная в его книге 1995 года «La revolución comunera del Paraguay», относит этот эпизод к 1542 году: «Женщины гуарани были главными героями великого заговора против испанских колонизаторов, возглавляемого Индией Хулианой (…). Она убила своего мужа-испанца Ниньо Кабреру и вышла гулять по улицам города, подстрекая туземцев сделать то же самое со своими европейскими мужьями, чтобы покончить со всеми завоевателями. Заговор был подавлен, и (…) героиня гуарани умерла через повешение».
История Индианки Хулианы стала предметом многочисленных исторических художественных произведений. Уругвайский писатель Эдуардо Галеано упоминает её случай в своей книге «Memoria del fuego» 1982 года. В своем рассказе «Primeras Letras. Jueves Santo, 1539» Элио Вера изображает Индию Хулиану как наивную девушку, которая влюбляется в Хуана де Салазара и раскрывает восстание коренных народов, запланированное на Чистый четверг 1539 года, предав таким образом свой народ (в таком видении ей отводится роль «Малинче гуарани»). В рассказе Глории Муньос «¡Arde Juliana, arde!» дело Хулианы также происходит в Чистый четверг, но в 1540 году; в нём она подстрекает к восстанию остальных коренных женщин, но те малодушничают, а её сжигают на костре. Некоторые версии также утверждают, что ее обезглавили.
Некоторые источники ставят под сомнение историческое существование Хулианы, считая её легендарной фигурой в духе Анаи мифической принцессы гуарани. Тем не менее, эти утверждения ныне отклонены, поскольку произведения того времени прямо говорят о ней как реальной личности.

## Наследие

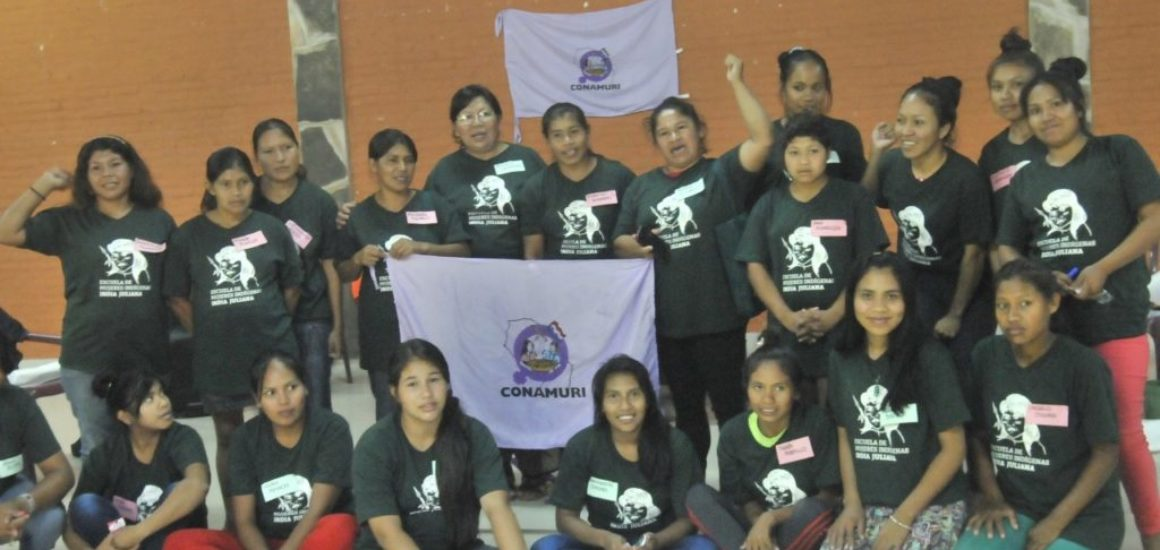
Школа Индии Хулианы (Escuela India Juliana), организация коренных женщин Парагвая.

Сегодня фигура Индийки Юлианы востребована одновременно как историческая защитница коренных народов, а также как символ эмансипации женщин. Ряд современных интерпретаций описывают ее как предтечу феминизма, к её фигуре апеллируют активисты и учёные в рамках процесса «восстановления женских генеалогий» в Южной Америке, направленного на отход от европоцентристского видения. То же произошло в Эквадоре с Долорес Какуанго и Трансито Амагуаньей, в центральном регионе Анд с Бартолиной Сисой и Микаэлой Бастидас, в Аргентине с Марией Ремедиос дель Валье и Хуаной Асурдуй.
В её честь названы несколько феминистских групп, школ, библиотек и центров по продвижению женщин из числа коренного населения в Парагвае. Её имя с 1992 года также носит улица в Асунсьоне — одна из немногих, названных в честь коренного жителя, а не общины в целом. Андрес Кольман Гутьеррес отметил в Última Hora, что её — «возможно, первую феминистскую героиню из числа коренных народов гуарани», бунтовщицу против мачистской и патриархальной культуры, отрицающую приукрашенную официальную историю об испанском завоевании Парагвая — «поднимают как знамя» на ежегодных демонстрациях в Международный женский день и Международный день борьбы за ликвидацию насилия в отношении женщин.
Её образ кк одной из самых узнаваемых фигур в женской истории Парагвая использовался в потребительских товарах, таких как футболки или пиво. В 2020 году ее история была адаптирована в комикс, выпущенный парагвайским издательством Servilibro в рамках сборника «Mundo guaraní». Написанный профессором Марией Глорией Перейрой и проиллюстрированный Даниэлем Айалой Мединой, комикс изображает её как героиню гуарани с родным именем Арапи (что означает «мир», «вселенная» или «небосвод» на языке гуарани), выступающую против испанского господства.